# Petrus van Verona

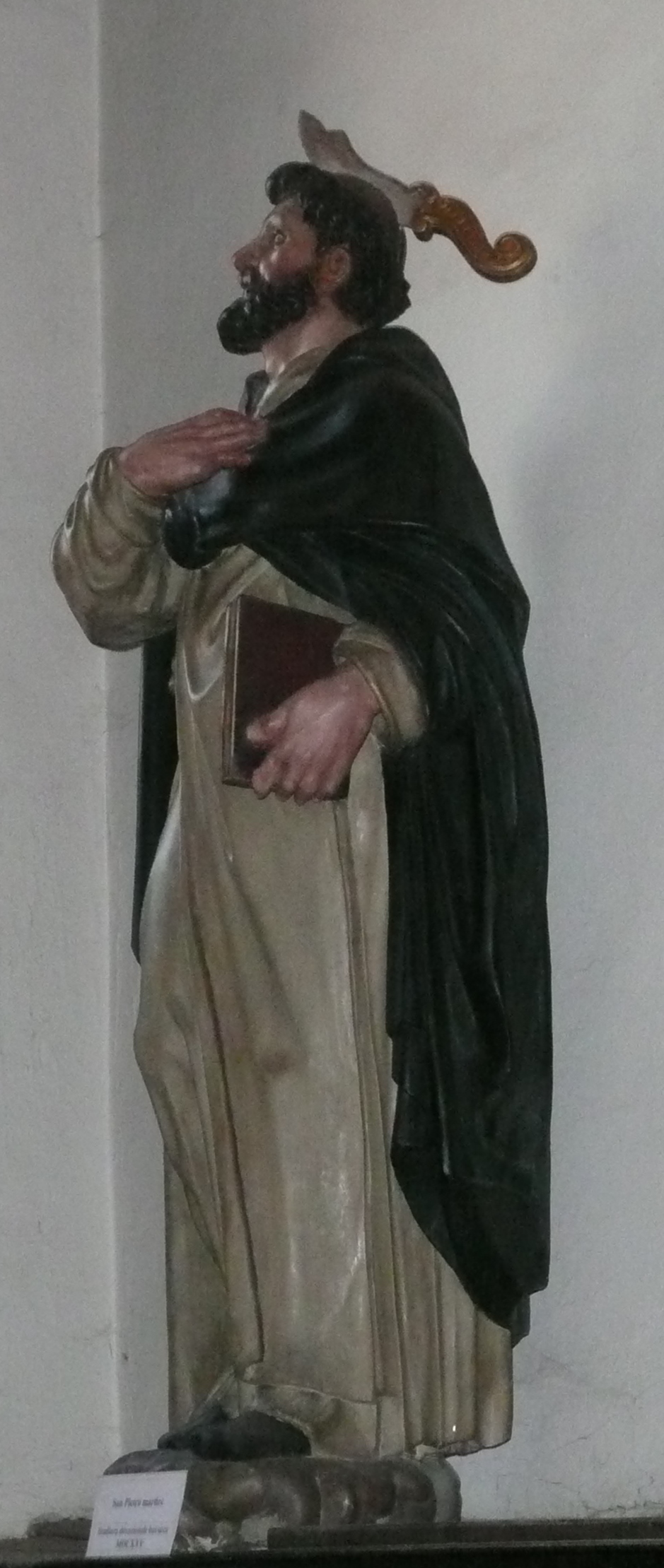
Beeld van de heilige Petrus van Verona in de Sant'Eustorgio in Milaan.

Petrus van Verona (Verona, 1203 à 1205 - Barlassina, 6 april 1252) ook bekend als Petrus de martelaar of Petrus van Milaan, was een dominicaanse prediker, inquisiteur en martelaar.

## Biografie
Petrus werd geboren in een gezin van katharen, afgaand op zijn naam in Verona, die door de Rooms-Katholieke Kerk als ketters werden aanzien. Hij studeerde aan een katholieke school en aan de universiteit van Bologna. Toen hij de leer van de heilige Dominicus leerde kennen werd hij Rooms-katholiek. In 1220 werd hij door Dominicus zelf opgenomen in de orde van de dominicanen. Hij predikte tegen de ketterij in bijna alle steden van Noord- en Midden-Italië.

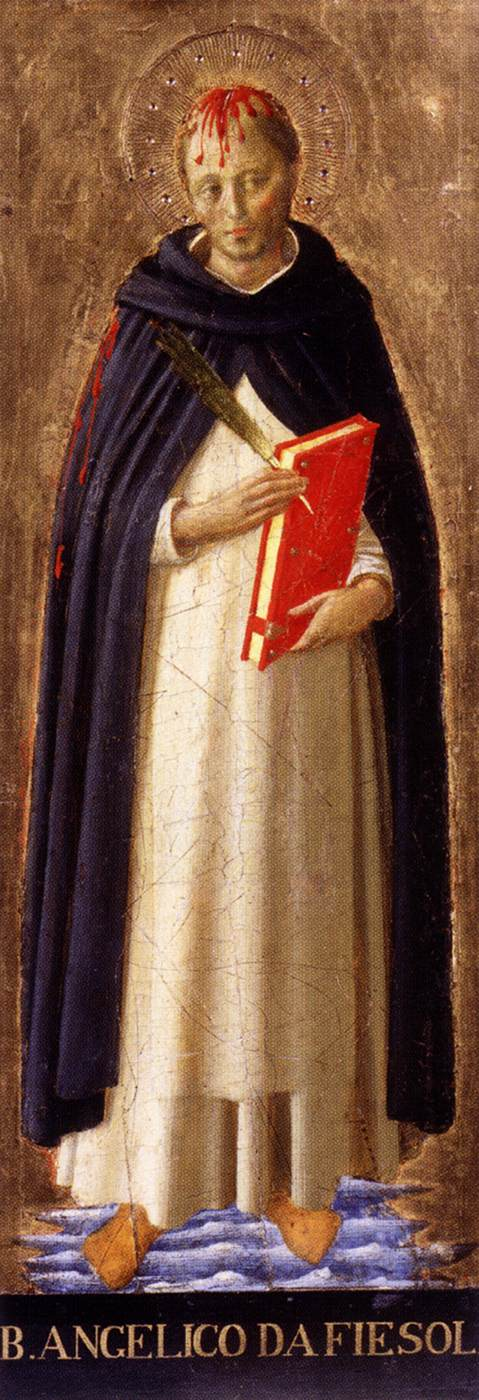
Fra Angelico 1340-1345, Petrus van Verona.

In 1232 werd hij benoemd tot pauselijk gezant in Milaan. Sedert 1236 was hij prior in verschillende kloosters in Noord-Italië, het laatst in Como. Hij bekleedde verschillende functies bij de dominicanen en op 18/6/1251 werd hij door paus Innocentius IV, benoemd tot pauselijk inquisiteur voor Como en Milaan. Volgens Treccani is de enige met zekerheid gedocumenteerde datum rond Peter de Martelaar de brief van Innocentius IV van 5 juni 1251. Hij zou voor het eerst vermeld geweest zijn als getuige in 1245 bij de veroordeling van de broers Pace en Barone Baroni
Op 6 april 1252 werd hij bij de bossen van Barlassina tussen Como en Milaan vermoord met een dolkstoot en een bijlslag, anderen zeggen met een sikkel, door een huurmoordenaar die werkte voor de katharen van Milaan. Hij werd door paus Innocentius IV heilig verklaard in 1253. Die bijzonder snelle heiligverklaring van de man die tijdens zijn leven de ketters had vervolgd en gemarteld was eigenlijk een uitdrukkelijke goedkeuring van die praktijk door de Rooms-Katholieke Kerk. Petrus werd bijgezet in de Sant'Eustorgio te Milaan. Toen hij werd vermoord was hij op weg naar Milaan in het gezelschap van drie medebroeders. Zijn lichaam werd overgebracht naar de San Simpliciano in Milaan. De moordenaar werd kort daarop gevangen genomen, het was een zekere Carino Pietro da Balsamo. Diens bekentenis leidde tot een vonnis tegen enkele opdrachtgevers, onder meer een Stefano Confalonieri uit Agliate, die verbannen werden. Die verbanningen werden niet uitgevoerd, de meeste beschuldigden bekleedden hoge functies in het Milanese bestuur. Na de heiligverklaring werd de marmeren kist met de resten van broeder Petrus, door de abt van San Simpliciano aan de orde geschonken en  overgebracht naar de linker zijbeuk van de kerk van Sant'Eustorgio. Carino Pietro di Balsamo zou later deze moord betreuren en zelf intreden in de dominicaner orde. Hij werd later door de kerk eveneens zalig verklaard.
Een oproep voor een graftombe werd in 1335 tijdens het Generaal Kapittel van de orde in Londen gelanceerd. Dit leverde bijdragen op uit Frankrijk, Engeland, Duitsland, Hongarije en Italië, vooral uit Milaan, maar ook van de koning en koningin van Cyprus, van kardinaal Matteo Orsini, en van Azzone en Giovanni Visconti, respectievelijk heer en aartsbisschop van Milaan. Al deze donateurs zouden in de ark die van 1337 tot 1339 werd gerealiseerd door de beeldhouwer Giovanni di Balduccio van Pisa zijn afgebeeld. In 1340 vond de plechtige translatie plaats. De ark kreeg zijn definitieve plaats in 1736. De schedel van de martelaar wordt in een aangrenzende kamer bewaard in een reliekschrijn. De bijbel en het brevier van de heilige worden bewaard in de sacristie.
Petrus is patroon van Lombardije, het hertogdom Modena en de Italiaanse steden Como en Cremona. Zijn feestdag wordt gevierd op 6  of 29 april, maar de predikheren of dominicanen, vieren hem op 4 juni.
- Bibliothèque nationale de France: cb15601329p (data)
- Catàleg d'autoritats de noms i títols de Catalunya: 981058525862706706
- Gemeinsame Normdatei: 118740504
- International Standard Name Identifier: 0000 0000 4675 8897
- Library of Congress Control Number: nr91037453
- Nationale Bibliotheek van Tsjechië: pna2012727829
- Nationale Bibliotheek van Israël: 987007295961005171
- Nationale Bibliotheek van Polen: a0000003585181
- Nederlandse Thesaurus van Auteursnamen: 086621807
- SNAC: w64b3sgf
- Système universitaire de documentation: 125240163
- Trove: 1525044
- Union List of Artist Names: 500353897
- Virtual International Authority File: 50020551
- WorldCat: E39PBJqKc6ygRQkMjbM4MhVpyd